# Costa de Nordenskjöld

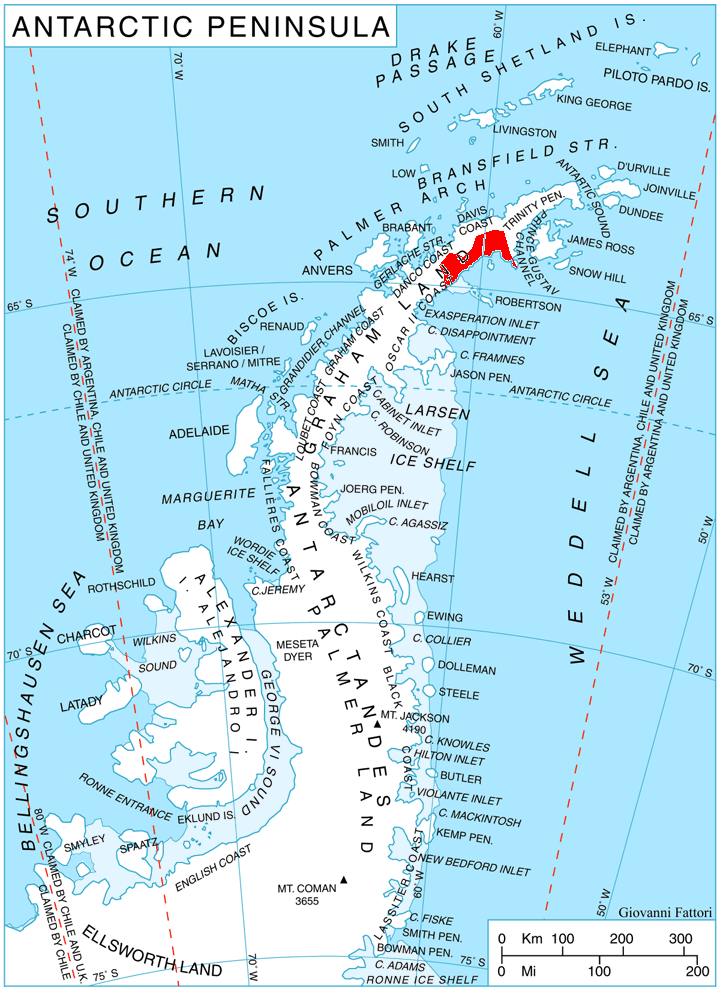
Localização da Costa de Nordenskjöld na Península Antártica.

A Costa de Nordenskjöld é a porção leste da Península Antártica localizada entre o Cabo Longing ao norte, e o Cabo Fairweather ao sul. Ao sul desta costa, se encontra a Costa de Óscar II. O nome foi proposto em 1909 por Edwin Swift Balch em homenagem a Otto Nordenskjöld, um sueco geógrafo e líder da Expedição Antártica Sueca, 1901–04, que explorou esta costa em 1902 em seu navio Antarctic.
A região foi mais tarde explorada novamente por Lincoln Ellsworth.